# Taximètre (marine)

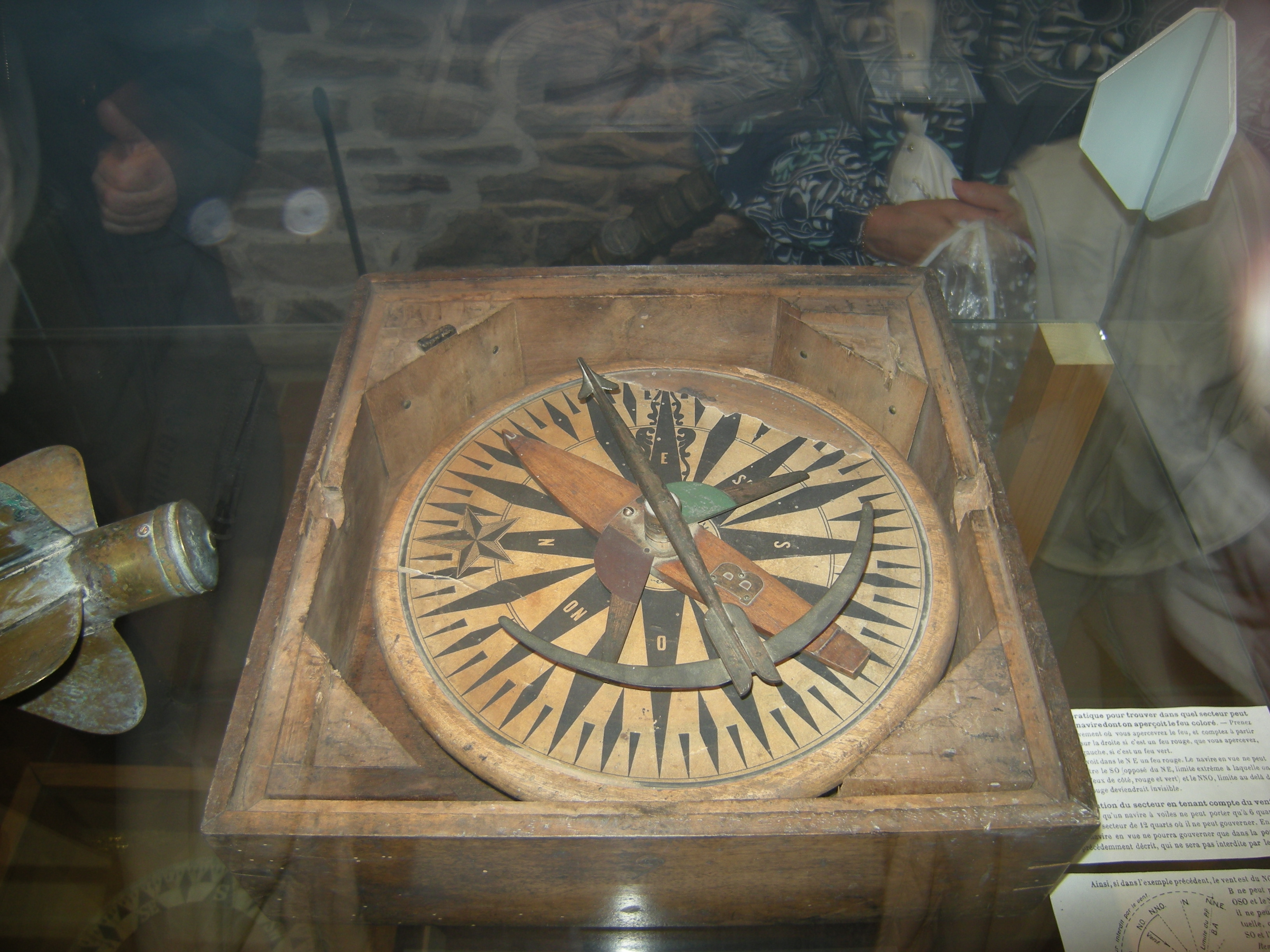
Taximètre de l'époque de la marine à voile. Instrument utilisé pour déterminer la route probable suivie par un navire à voile en vue, de nuit, et éviter la collision.

Un taximètre est un appareil de mesure utilisé en navigation maritime, il fournit une information appelée un gisement.
Le taximètre est constitué d'une couronne fixe, graduée en degrés de 0° à 360° dans le sens horaire (sens des aiguilles d'une montre) le 0° étant placé dans l'axe du navire sur l'avant.
Sur cette couronne est placée une alidade (viseur permettant de viser un amer ou un mobile tout en lisant la graduation).
Le taximètre est un instrument simple, ne nécessitant aucune énergie et permettant de relever le gisement de tout mobile et d'en déduire s'il y a route de collision avec ce mobile ou non. Il est fréquemment placé sur chaque aileron de passerelle.
De nos jours, les navires sont munis de répétiteurs de compas gyroscopiques sur les ailerons, toutefois une couronne graduée est encore fixée sur le dessus des répétiteurs ce qui maintient toujours le rôle de taximètre en cas de panne du maître compas. Par abus de langage ces répétiteurs de compas gyroscopiques déportés sur les ailerons sont encore appelés taximètres.